# Poldhu
Poldhu – wieś w Anglii, w Kornwalii. Leży 22 km na południowy wschód od miasta Penzance i 398 km na południowy zachód od Londynu.
Wieś była miejscem akcji Sprawy diabelskiej stopy A.C. Doyle’a.